# Писта ла Валаскиа
Писта ла Валаскиа (итал. Pista Valascia) — крытая хоккейная арена, расположенная в швейцарской деревне Амбри (кантон Тичино), открытая в 1959 году. С этого же времени является домашним стадионом клуба ШНЛ «Амбри — Пиотта».
Вмещает 7 000 зрителей.

## История
Первоначально арена у «Амбри — Пиотты» появилась в 1959 году. Частично площадка является открытой, что позволяет проводить матчи на открытом воздухе.
В 2018 году появилась информация о том, что клуб переедет на новую арену в том же районе, после чего стадион будет снесен, поскольку он находится в лавиноопасной области города.
Строительство новой арены планировалось начать в июле 2017 года, но затем оно было перенесено на более поздний срок.
Если работы не начнутся до лета 2018 года, «Амбри-Пиотта» лишится права играть в Национальной лиге.
Реконструкция стадиона невозможна, так как это приведет к тому, что общая вместимость будет ниже требуемых для участия в Национальной лиге 6000 человек, а сама площадка по-прежнему будет подвергаться опасности схода лавин. Таким образом, новый стадион должен быть сдан в эксплуатацию к сезону 2020/21, если «Амбри-Пиотта» заявит о желании остаться в Высшей лиге Швейцарии.
30 августа 2018 года «Амбри-Пиотта» официально объявила о том, что строительство новой арены должно начаться в октябре 2018 года и завершиться к 2021 году.
После многочисленных задержек строительство официально началось в апреле 2019 года, а его завершение должно состояться к началу сезона 2021/22.